# Caso Bosman
El caso Bosman es un caso paradigmático del Derecho comunitario, en el cual un futbolista belga, Jean-Marc Bosman, demandó a RFC Lieja, la Federación belga de fútbol y a la UEFA ante el Tribunal de Justicia de la UE por limitarle la libertad de acción como ciudadano de la Unión Europea al finalizar su contrato con su club, forzando a la Unión de Asociaciones Europeas de Fútbol (UEFA) a cambiar varias de sus normas para que cumpliesen la legislación europea.

## Evolución del caso

### Antecedentes
En 1990, Jean-Marc Bosman era un futbolista profesional belga que jugaba para el Real Fútbol Club de Lieja, por entonces en la Primera División de Bélgica. En junio de 1990 el RFC Lieja ofrece a Bosman un año más de contrato lo cual rechazó el futbolista, alegando que no se le pagaría lo suficiente; así Bosman es puesto en la lista de "transferibles" con una cláusula de indemnización de 11 743 000 francos belgas. Cabe recalcar que en esos años dicha cláusula debía ser pagada incluso si el contrato con el jugador había terminado su plazo de vigencia. Al mes siguiente Bosman llega a un acuerdo con el USL Dunkerque de Francia. El RFC de Lieja y el USL Dunkerque acuerdan la cesión del jugador al equipo francés por una temporada, más una opción de compra, mas el USL Dunkerque no admite pagar la cláusula de indemnización que propone el RFC Lieja, quien niega entonces al club francés el pase del jugador y lo aparta del equipo.
Bosman presentó una demanda contra el RFC Liège, así como contra la Federación Belga de Fútbol y contra la UEFA porque alegaba que las normas de traspaso de la Federación Belga de Fútbol, aprobadas tanto por la UEFA como por la FIFA le habían impedido el traspaso al USL Dunquerque perjudicando sus derechos como trabajador.

### Trasfondo
La defensa de Jean-Marc Bosman planteaba que debe interpretarse el Título III del Tratado de Roma, de 25 de marzo de 1957; en dicho tratado se establece la libre circulación de los trabajadores europeos dentro de los países de la Unión, lo cual prohibiría que las asociaciones o federaciones deportivas nacionales e internacionales pudieran establecer, en sus reglamentaciones respectivas, normas que limitaran el acceso de ciudadanos europeos a los torneos organizados dentro de la Unión Europea, y prohibiría que los clubes de fútbol pudieran exigir el pago de una cantidad de dinero con motivo de la contratación de uno de sus jugadores por parte de un nuevo club empleador cuando ya hubiera vencido el contrato original. En ambos supuestos, la posición jurídica de Bosman era que las reglas de la Federación Belga de Fútbol y de la UEFA perjudicaban sus derechos como trabajador -en tanto futbolista profesional- a la libertad de contratación y su derecho al trabajo.

### Sentencia y consecuencias
El Tribunal de Justicia de la Unión Europea con sede en Luxemburgo y fecha 15 de diciembre de 1995 dictó sentencia, en la cual declaraba ilegales las indemnizaciones por traspaso y los cupos de extranjeros cuando se aplicaran a ciudadanos de la Unión Europea (UE), entendiendo que tales reglas impedían de facto la libre contratación de jugadores y contradecían normas laborales y comerciales de la Unión Europea.
La abolición de la indemnización por traspaso y la desaparición de los cupos de jugadores con ciudadanía europea generaron efectos notables en el fútbol europeo. Los jugadores podían ya negociar nuevos contratos directamente con sus clubes y los equipos deportivos tuvieron facilidades para "importar" jóvenes talentos de otros países ajenos a la UE (sobre todo de países de Europa Oriental, América del Sur o África). La formación de jóvenes jugadores perdió importancia, ya que los grandes equipos que optaban a derechos de televisión de los torneos internacionales comenzaron a "saquear" a clubes pequeños y de poco dinero que cuidaban mucho sus canteras, ofreciendo contratos con altos sueldos a jóvenes estrellas.
Por otra parte, la sentencia Bosman no acarreó ninguna catástrofe a corto plazo. El mercado deportivo, sobre todo el futbolístico, se hizo más activo, las canteras siguieron funcionando y las televisiones terminaron por hacer del fútbol su principal inversión. No fue hasta décadas después cuando se notaron sus repercusiones. Con las pocas restricciones a estos traspasos internacionales, las plantillas de los grandes equipos fueron incorporando paulatinamente a jugadores no nacidos en la UE para aumentar su competitividad y poderío, lo que perjudicó al fútbol base o categorías formativas de Europa cuando sus "canteras" se tornaban cada vez menos importantes ante los directivos. Súbitamente los jugadores "canteranos" vieron cómo se tornaba cada año más difícil acceder a puestos titulares en equipos profesionales, pues ahora no sólo competían con otros "canteranos" sino con grandes talentos internacionales que podían ser contratados con relativa facilidad. Principalmente esto se reflejó en los clubes deportivos con mayor riqueza, quien podían pagar salarios que clubes más pequeños no podían permitirse por las diferencias de presupuesto, creando una brecha cada vez mayor entre clubes "ricos" y "pobres" dentro de la UEFA. Así, los clubes de menor fortuna se vieron casi obligados a reforzar sus equipos con jugadores formados en sus canteras, mientras que estos jugadores iban teniendo cada vez menos apariciones en los grandes clubes. Poco a poco la situación fue retroalimentándose —a más y mejores futbolistas internacionales, más probabilidad de éxito deportivo, que a su vez reportaba más ingresos— y terminó por colapsar en una serie de medidas en la década de los años 2000 y 2010 para regularizar tanto las desmesuradas cifras de traspaso como la participación de foráneos.
Esto provocó un efecto en cadena para el resto de países, ya que las restricciones de cada país a la hora de contratar jugadores internacionales se vieron reducidas, lo que aumentó no solo el número de contrataciones de jugadores beneficiados por la Ley Bosman, sino de todos los territorios FIFA. Los futbolistas sudamericanos, históricamente considerados como algunos de los futbolistas mejor valorados en el continente europeo, vieron así como de tener restringido su acceso a las ligas europeas a la disponibilidad de cada club en particular, el cupo aumentó, por lo que más jugadores pudieron concretar sus traspasos. Desde entonces el número de internacionales en cada club europeo se vio aumentado considerablemente, hasta llegar a ser un tema de debate y preocupación en el fútbol europeo, como así manifestó la propia UEFA décadas después, preocupada por la cada vez más escasa presencia de jugadores con cupo de formación o cantera. Esto llevó al organismo a establecer unas medidas concretas para que cada club contase con al menos un mínimo de jugadores formados en su propio país, para reducir el número de extranjeros de cada plantilla.
Años después fue también una de las causas que contribuyeron, si bien no fue la principal, al establecimiento del ''Financial Fair Play (FFP), o juego limpio financiero, y paliar el cada vez más elevado pago de traspasos internacionales que provocaron la llegada de fondos financieros, inversores, o los denominados «clubes estado», que inflacionaron el mercado de fichajes, con la finalidad de contar con los mejores jugadores o de mayor proyección internacional que inflacionaron enormemente el panorama futbolístico.
Como ejemplo, en la Liga de Campeones de la UEFA, la máxima competición de clubes en Europa, desde la sentencia de la Ley Bosman en 1996 únicamente clubes de las consideradas como «las cuatro grandes ligas» (España, Inglaterra, Italia y Alemania) han logrado vencer el torneo (con algunas excepciones en las ediciones de 2003-04 y 2024-25 donde salieron campeones el F. C. Oporto de Portugal y el Paris Saint-Germain de Francia).[cita requerida]

## Jugadores con pasaporte europeo
A través de los años y en efecto de la sentencia Bosman y en especial del caso Ígor Simuténkov, se fueron ampliando por diversas circunstancias el número de nacionalidades con plaza comunitaria, esto es, sin restricción dentro del fútbol europeo. En adelante y a raíz del caso las mismas directrices se aplica a los países con acuerdos o establecidos como candidatos a pertenecer a la Unión Europea y sus directrices sobre derechos de los trabajadores en el territorio. Dichos casos y estatus se reflejan a continuación, al no ser parte de la Unión Europea, quien establece el pleno derecho.
Nota: División territorial reconocida internacionalmente a enero de 2020.
| País                 | Observaciones                                 |
| -------------------- | --------------------------------------------- |
| Albania              | Estatus desconocido (AEA).                    |
| Andorra              | En proceso de regularización (AA)             |
| Armenia              | Caso Simuténkov                               |
| Azerbaiyán           | Caso Simuténkov                               |
| Bielorrusia          | Caso Simuténkov                               |
| Bosnia y Herzegovina | Estatus desconocido (AEA).                    |
| Bulgaria             | Caso Simuténkov                               |
| Croacia              | Caso Simuténkov                               |
| Georgia              | Caso Simuténkov                               |
| Islandia             | Caso Simuténkov - EFTA                        |
| Islas Feroe          | Territorio autónomo del Reino de Dinamarca    |
| Kazajistán           | Caso Simuténkov                               |
| Kirguistán           | Caso Simuténkov                               |
| Kosovo               | Estatus desconocido (AEA).                    |
| Liechtenstein        | Caso Simuténkov - EFTA                        |
| Macedonia del Norte  | Caso Simuténkov                               |
| Moldavia             | Caso Simuténkov                               |
| Mónaco               | En proceso de regularización (AA)             |
| Mongolia             | Caso Simuténkov                               |
| Montenegro           | Estatus desconocido (AEA).                    |
| Noruega              | Caso Simuténkov - EFTA                        |
| Reino Unido          | En proceso de salida de la Unión Europea (AA) |
| Rumania              | Caso Simuténkov                               |
| Rusia                | Caso Simuténkov                               |
| San Marino           | Caso Simuténkov                               |
| Suiza                | Caso Simuténkov - EFTA                        |
| Turkmenistán         | Caso Simuténkov                               |
| Turquía              | Caso Simuténkov                               |
| Ucrania              | Caso Simuténkov                               |
| Uzbekistán           | Caso Simuténkov                               |
| Argelia              | Caso Simuténkov                               |
| Marruecos            | Caso Simuténkov                               |
| Túnez                | Caso Simuténkov                               |
| Serbia               | Adhesión UE (AEA)                             |

| Miembro de la Unión Europea (UE) Miembro de la Asociación Europea de Libre Comercio (EFTA) y/o de reconocimiento tras el Caso Simuténkov | Miembro con Acuerdo de Asociación (AEA) con próxima adhesión a la Unión Europea (UE) o regulado por Mancomunidad con estado miembro Miembro con Acuerdo de Asociación (AEA) pero estatus desconocido |

Fuente: Emol. - TerracoGest Asesoría

### Impacto en el resto del mundo
Además del beneficio para los jugadores afectados por la sentencia, se vieron beneficiados el resto de jugadores del mundo. Así, de manera directa, a los europeos se unieron los 78 países de la asociación Estados de África, del Caribe y del Pacífico (ACP) bajo el Acuerdo de Cotonú, como jugadores de países extracomunitarios sin restricción en el territorio europeo.

### Resolución delbrexit
La salida del Reino Unido de la Unión Europea, coloquialmente conocida como brexit, y pendiente de resolución para el 1 de enero de 2021, estableció unos requisitos para que los jugadores internacionales no británicos en adelante de dicha fecha puedan firmar por los clubes implicados. Está por ver en qué medida afecta al resto del fútbol europeo, que previsiblemente verá como una menor cantidad de internacionales recalarán en el Reino Unido.